# Clyde Best
Clyde Cyril Best (Somerset, 24 febbraio 1951) è un allenatore di calcio ed ex calciatore bermudiano, di ruolo attaccante.

## Palmarès

### Giocatore

#### Competizioni nazionali
- Coppa d'Inghilterra: 1

West Ham: 1974-1975
- North American Soccer League: 1

Tampa Bay Rowdies: 1975